# 裁判官任命諮問委員会
裁判官任命諮問委員会（さいばんかんにんめいしもんいいんかい）とは、かつて存在した日本の最高裁判所裁判官の資格審査、任命に関する諮問組織である。

## 概要
1945年に日本政府はポツダム宣言を受諾し、GHQの下で裁判官人事を含めた司法制度について根本的改正案が練られることになった。
裁判所法案については、1946年8月から1947年3月にかけて、GHQによる審査が行われ、その審査を終え、最終的に閣議決定されて第92回帝国議会に提出されるまでに立案されて第10次案にまで及んだが、裁判官任命諮問委員会に関する規定については第8次案の審査の過程で木村篤太郎司法大臣及び細野長良大審院長が了解済みのものとしてGHQ側から提案されて、司法省側の提案による微修正の末、「内閣は、最高裁判所長官の指名又は最高裁判所判事の任命を行うには、裁判官任命諮問委員会に諮問しなければならない」（第39条第4項）と規定された裁判所法法案が1947年3月26日に国会で成立した。
法曹界（主に裁判官グループ）の中では戦前から司法権の独立を求めていた細野長良大審院長を中心とする細野派と細野に反発する司法省グループを中心とする反細野派で派閥対立していた。

### 第1次吉田内閣における裁判官任命諮問委員会
第1次吉田内閣において、裁判官任命諮問委員会規程案が1946年4月16日に閣令第14号として公布、施行された。委員として、「大審院長たる判事（細野長良）」「大審院以外の裁判所に在職する判事」「行政裁判所長官（澤田竹治郎）」「司法次官（谷村唯一郎）」「貴族院議長（徳川家正）」「第92回帝国議会において衆議院議長であった者（山崎猛）」「帝国学士院の第一部長たる帝国学士院会員（山田三良）」「東京帝国大学総長（南原繁）」「日本弁護士連合会の総務理事で東京弁護士会、第一東京弁護士会及び第二東京弁護士会の各々の会長たる弁護士（塚崎直義、長谷川太一郎、真野毅）」と規定された。
「大審院以外の裁判官に在職する判事」については他の10人の委員が複数の候補者を指名してその中から首相が委嘱する手続きとなっていた。東京民事地裁・東京刑事地裁・東京区裁判所では判事が選挙を行って得票順に5人の候補者を挙げ、東京控訴院は幹部による話し合いで候補者を挙げた。細野は東京控訴院による東京控訴院部長の三輪昌治を推したが、選挙結果を重視すべきという意見が多数派となり最終的に東京民事地裁上席部長の堀内信之助と決まった。反細野派は弁護士会だけでなく裁判官内にも事前工作を行い、堀内も反細野に回った。
新憲法の施行日まで時間が切迫しているとして反細野派の委員はただちに最高裁判所裁判官の候補者を30人に絞る選考に入ろうとすると、細野は委員として「1944年の東條演説事件に対して私が抗議する意見書を提出した際に重責を担う監督的役職にいながら一言も抗議を発しなかった者は最高裁判所裁判官の資格を欠く」と演説して裁判官選出に基準を決めることを提案したが、細野の提案は南原以外に同調者はおらずに却下された。
11人の委員がそれぞれ30人の候補者の名簿を提出され、60人を超える最高裁判所裁判官の候補者について11人の委員が信任か不信任の投票をしていく方法が取られ、4月22日に以下の30人が決定した。
4月23日に候補者と決まった30人の中から、最高裁長官候補者3人を選ぶ投票が行われ、金森徳次郎、木村篤太郎、霜山精一が最高裁長官候補として首相に答申された。
なお、新憲法施行に備えて3月31日に衆議院が解散され、4月25日に総選挙が行われる政治日程が組まれていた。吉田茂は大日本帝国憲法下で大命降下されて貴族院議員として首相になっており、国民の審判を受けていない者が首長である内閣の下で新憲法施行に伴う最高裁裁判官人事を決めることにGHQで違和感が噴出した。GHQ司令官のダグラス・マッカーサーは「最初の最高裁判所裁判官は新憲法の下に選ばれた最初の内閣により指名・任命されるべき」旨の4月23日に発令し、4月24日に内閣に到着した。
4月25日に投票された第23回衆議院議員総選挙では日本社会党が第一党となったことで、第1次吉田内閣は退陣し、第1次吉田内閣における裁判官任命諮問委員会の結果は幻となった

### 片山内閣における裁判官任命諮問委員会
1947年5月24日に首相に任命された片山哲は6月1日に内閣を本格的に発足させ、6月17日に裁判官任命諮問委員会規程（政令第83号）が制定された。委員として「衆議院議長（委員長）」「参議院議長」「全国の裁判官から互選された者4人」「全国の検察官並びに1947年5月2日において行政裁判所長官及び専任の行政裁判所評定官であった者の中から互選された者1人」「全国の弁護士の中から互選された者4人」「大学の法律学の教授で首相の指名する者2人」「学識経験のある者で首相が指名する者2人」と規定された。委員の互選は単記無記名投票で行うこととされ、事務を管理するために首相の所轄の下に、各種委員の互選ごとに全国選挙管理委員会（裁判官グループは6人の委員、検察官グループは4人の委員、弁護士グループは11人の委員）を置いた。
裁判官グループは1250人、検察官グループは668人、弁護士グループが6123人でそれぞれ委員選挙が実施され、9人の委員が決まった。裁判官グループの委員選挙は派閥争いも絡んで、対立相手を誹謗する怪文書が飛び交い、対立陣営の候補者の名前で自分は辞退すると打電したニセ電報事件まで発生した。
15人の委員は以下の通りになった。規程により衆議院議長が委員長となった。
- 衆議院議長　松岡駒吉
- 参議院議長　松平恒雄
- 互選裁判官　島保（最高裁判所判事代行）
- 互選裁判官　垂水克己（仙台高等裁判所長官代行）
- 互選裁判官　藤田八郎（大阪高等裁判所長官代行）
- 互選裁判官　岩松三郎（福岡高等裁判所長官代行）
- 互選検察官等　福井盛太（検事総長）
- 互選弁護士　塚崎直義（東京弁護士会長）
- 互選弁護士　小西喜雄（大阪弁護士会長）
- 互選弁護士　長谷川太一郎（第一東京弁護士会長）
- 互選弁護士　長野国助（東京弁護士会所属）
- 法律学教授　我妻栄（東京帝国大学法学部長）
- 法律学教授　瀧川幸辰（京都帝国大学法学部長）
- 学識経験者　今村力三郎（専修大学総長）
- 学識経験者　島田孝一（早稲田大学総長）

7月22日には各委員が、それぞれが適当と考える候補者名を記載した書面を提出し、最高裁判所裁判官候補者は139人となったが、7月27日までに48名が辞退の申し出がされた。
7月28日に残った91人について15人の諮問委員会委員全員が無記名30人完全連記で投票を行い、得票順に以下の30人を候補者が決定し、内閣に答申した（なお、各候補の得票数は明らかになっていない。以下はあいうえお順に記載している）。
片山内閣は8月1日に30人の中から最高裁裁判官にする15人の人選を行い、8月4日に最高裁判所長官の指名及び最高裁判所判事の任命を行った。
- 最高裁判所長官：三渕忠彦
- 最高裁判所判事：塚崎直義、長谷川太一郎、澤田竹治郎、霜山精一、井上登、栗山茂、真野毅、庄野理一、小谷勝重、島保、齋藤悠輔、藤田八郎、岩松三郎、河村又介

30名の最高裁判官判事候補のうち、三淵忠彦、栗山茂、草野豹一郎、近藤民雄、細川潤一郎、石田文次郎、岩松玄十、また事務総長の本間喜一などは、昭和2年勅令第1号乃至第3号及び同年閣令内務省令第1号の規定による中央公職適否審査委員会の資格審査を受けていたが、いずれも8月1日以降、公職就職禁止に非該当という結果が公表された。

## 廃止とその後
裁判官任命諮問委員会は内閣の指名・任命権を拘束して内閣の責任が曖昧になるとして、裁判所法改正案が1947年10月22日に国会で成立し、1948年1月1日に施行されたことで裁判官任命諮問委員会は廃止された。
しかし、その後も内閣が関係機関に諮問することを法律で明記する構想がたびたび浮上している。1957年に大法廷と小法廷の裁判官の構成数や担当裁判の区分などの他に最高裁長官の指名と最高裁判事の任命について裁判官任命諮問審議会に諮問する規定が設けられた最高裁機構改革法案が国会で提出されたこともある。1970年代には日本社会党が最高裁判所裁判官任命諮問委員会設置法案を5回提出したこともある。これらは廃案となったが、最高裁裁判官人事の透明性確保として注目されることがある。
また2000年（平成12年）の司法制度改革審議会においても、諮問委員会の設置を必要とする意見が述べられている。